# Юджин Паркер
Юджин Ньюмен Паркер (англ. Eugene Newman Parker; 10 червня 1927 — 15 березня 2022) — американський астроном та геофізик. Член Національної АН США (1967).

## Біографія
Народився в місті Гоутен (Мічиган), в 1948 закінчив Мічиганський університет, продовжив освіту в Каліфорнійському технологічному інституті. У 1951—1955 викладав в університеті штату Юта. З 1955 працює в Інституті імені Фермі Чиказького університету (з 1962 — професор фізики, очолює кафедру астрономії та астрофізики університету).
Основні праці в галузі фізики плазми та її застосувань до проблем астрофізики і геофізики. Досліджував рішення рівнянь руху для беззіткненої плазми, прискорення швидких частинок і магнітну анігіляцію в сонячних спалахах, утворення сонячних плям і природу магнітного поля Сонця, поширення ударних хвиль у міжпланетному просторі, походження і структуру галактичних магнітних полів, походження та поширення галактичних космічних променів. Виконав піонерські роботи з вивчення властивостей сонячного вітру і його взаємодії з геомагнітним полем. Розглянув модель зовнішньої атмосфери Сонця з постійним витіканням речовини з корони і показав, що швидкість сонячного вітру зростає з віддаленням від Сонця, досягаючи надзвукових значень; проаналізував вплив корони, що розширюється, на магнітне поле в околицях Сонця і знайшов, що поле повинно бути спіральним внаслідок обертання Сонця. Його висновки про швидкість сонячного вітру і спіральну структури сонячного магнітного поля були згодом підтверджені за допомогою космічних апаратів.
Премія за космічні дослідження Американського інституту аеронавтики і астронавтики (1964), премії імені Дж. Флемінга Американського геофізичного союзу (1968), імені Арктовскі Національної АН США (1969), премія Генрі Норріса Рассела (1969), перший лауреат премії Дж. Е.Гейла Американського астрономічного товариства (1978), Медаль Чепмена Королівського астрономічного товариства (1979), Національна наукова медаль США (1989), Медаль Кетрін Брюс (1997), Золота медаль Королівського астрономічного товариства (1992), та інше.

## Публікації
- Паркер Е. Космические магнитные поля: Их образование и проявления = Cosmical Magnetic Fields: Their Origin and their Activity. — М. : Мир, 1982. — 608+480 с.
- Паркер Ю. Беседы об электрических и магнитных полях в космосе = Conversations on Electric and Magnetic Fields in the Cosmos. — Ижевск : РХД, 2011. — 208 с.
- Spontaneous Current Sheets in Magnetic Fields: With Applications to Stellar X-rays, 1994, Oxford University Press. ISBN 978-0-19-507371-3